# Gare de Feuquières - Broquiers
Gare de Feuquières - Broquiers vasútállomás Franciaországban, Feuquières településen.

## Vasútvonalak
Az állomást az alábbi vasútvonalak érintik:
- Épinay-Villetaneuse–Le Tréport-Mers-vasútvonal

## Kapcsolódó állomások
A vasútállomáshoz az alábbi állomások vannak a legközelebb:
- Gare d’Abancourt
- Gare de Grandvilliers